# Bruchomorpha tenebrosa
Bruchomorpha tenebrosa är en insektsart som beskrevs av Doering 1940. Bruchomorpha tenebrosa ingår i släktet Bruchomorpha och familjen Caliscelidae. Inga underarter finns listade i Catalogue of Life.